# Porte de ville (Billy)
La porte de ville est une porte de ville située sur la commune de Billy, dans le département de l'Allier, en France.

## Historique
La partie subsistante de l'édifice est inscrite au titre des monuments historiques en 1929.